# Kengyilia
Kengyilia es un género de plantas de la familia de las poáceas, compuesto por varias especies de hierbas perennes nativas del desierto de Gobi y la provincia de Qinghai, en el norte de China. Fuertemente xerofítica, son unas de las pocas plantas que crecen en las condiciones de extrema aridez de la región, sobre suelos pétreos y con precipitaciones infrecuentes.

## Descripción
Crecen en matas de tallos erectos y glabros de hasta 70 cm de altura, sin ramificaciones visibles, brotando de dos o tres nodos basales. No presentan una roseta en la base; las hojas son lineales, estrechas, de unos 6 mm de ancho y hasta 19 cm de largo, variando en forma según las especies.
Son hermafroditas, presentando flores de ambos géneros en la espiga única; esta alcanza 12 cm de largo y 8 mm de ancho, y es erecta o curvada, con varias espigüelas y nodos internos densamente pilosos. Las espigüelas alcanzan los 20 mm de largo, y son ovoides, verde-amarillentas, pubescentes, con el eje principal protuberando del racimo floral. Presenta dos brácteas basales, más cortas que las espigüelas, glabras y apuntadas o aserradas. Las flores presentan tres estámenes, y anteras de dos a tres mm de longitud; el ovario es piloso.
La polinización es probablemente anemófila; los frutos son cariópsides de entre 6 y 7 mm de largo, de color pardo oscuro, fusiformes, acanalados longitudinalmente, con hilum marcado en la parte superior.

## Etimología
El nombre del género fue otorgado en honor de Yi-Li Keng, agrostólogo experto en Triticeae. 

## Citología
Son hexaploides, conteniendo 42 juegos de cromosomas.

## Especies
| Kengyilia eremopyroides Kengyilia gobicola Kengyilia guidenensis Kengyilia habahenensis Kengyilia hejingensis Kengyilia laxistachya | Kengyilia nana Kengyilia pamirica Kengyilia pendula Kengyilia shawanensis Kengyilia tahelacana Kengyilia zhaosuensis |